# حرمسرا (املش)
حرمسرا یک روستا در ایران است که در دهستان شبخوس‌لات در شهرستان املش استان گیلان واقع شده‌است.